# 데이비드 갠디
데이비드 제임스 간디(David James Gandy, 1980년 2월 19일 ~ )는 잉글랜드의 모델이다.